# 如來藏 (經藏)
丁福保佛學大辭典解釋「如來藏」有兩種用法，第二種用法指如來所說的一切經藏。

## 經論記載
《增壹阿含經》卷第一序品：「如是阿含增一法，三乘教化無差別。佛經微妙極甚深，能除結使如流河；然此增一最在上，能淨三眼除三垢。其有專心持增一，便為總持如來藏；正使今身不盡結，後生便得高才智。」
《阿毘達磨識身足論·初歸禮讚頌》：「阿毘達磨正法燈。心中淨眼智根本。所知林日邪論劍。開士威力如來藏。」